# Owen Willans Richardson
Sir Owen Willans Richardson (født 26. april 1879 i Dewsbury, død 15. februar 1959 i Alton) var en britisk fysiker.
Han blev tildelt Nobelprisen i fysik i 1928 for "sit arbejde med det termioniske fæonomen og specielt for opdagelsen af loven, der er opkaldt efter ham."
Han blev adlet i 1939.